# Our Day Will Come
"Our Day Will Come" is een nummer van de Amerikaanse band Ruby & the Romantics. Het nummer werd uitgebracht op hun gelijknamige album uit 1963. In februari van dat jaar werd het nummer uitgebracht als de eerste debuutsingle van de groep. Het is door vele artiesten gecoverd, en Frankie Valli (1975) en Amy Winehouse (2011, postuum) scoorden er ook een hit mee.

## Achtergrond
"Our Day Will Come" is geschreven door Bob Hilliard en Mort Garson en geproduceerd door Allen Stanton. Hilliard en Garson wilden oorspronkelijk dat een bekende easy listeningact het nummer op zou nemen. Ruby & the Romantics waren op dat moment een nieuwe band die nog geen single hadden uitgebracht. De schrijvers stonden toe dat deze band het nummer als eerste mochten opnemen op de voorwaarde dat, als de single geen succes zou hebben, het daarna zou worden opgenomen door Jack Jones. Er werden twee versies opgenomen: de eerste versie had een mid-tempo arrangement, terwijl de tweede versie in bossanovastijl werd opgenomen. De tweede opname werd gekozen om als single te worden uitgebracht. Het bereikte de eerste plaats in de Amerikaanse Billboard Hot 100 en kwam ook in Australië en het Verenigd Koninkrijk in de hitlijsten. Op het nummer waren onder meer Al Gorgoni, Kenny Burrell en Russ Savakus te horen als muzikanten.
In 1975 werd "Our Day Will Come" opgenomen door The Four Seasons-zanger Frankie Valli voor zijn solo-album Our Day Will Come. Op zijn versie is Patti Austin te horen als achtergrondzangeres. Deze single bereikte de elfde plaats in de Amerikaanse Billboard Hot 100 en kwam in Canada tot de dertigste plaats in de hitlijsten.
In mei 2002 nam Amy Winehouse "Our Day Will Come" op voor haar debuutalbum Frank, maar deze versie kwam niet op de uiteindelijke uitgave terecht. In 2011 werd de opname alsnog uitgebracht op haar postume album Lioness: Hidden Treasures. Op 2 november van dat jaar werd het uitgebracht als de tweede single van het album, en de eerste solosingle van Winehouse sinds "Love Is a Losing Game" uit 2007 (de eerste single van het album, "Body and Soul", was een duet met Tony Bennett). Het bereikte wereldwijd een aantal hitlijsten; zo kwam het in het Verenigd Koninkrijk tot plaats 29, en kende het in Japan het meeste succes met een veertiende plaats. In Nederland werd de Top 40 niet bereikt en bleef het steken op de twaalfde plaats in de Tipparade, terwijl het in de Single Top 100 tot plaats 52 kwam. In Vlaanderen werd plaats 48 in de Ultratop 50 behaald.
Er zijn vele andere artiesten die "Our Day Will Come" hebben opgenomen. Hieronder vallen onder meer Christina Aguilera, Herb Alpert and The Tijuana Brass, Fontella Bass, Willie Bobo, Pat Boone, Willem Breuker Kollektief, Charles Brown, James Brown, The Carpenters, Jimmy Castor, George Chakiris, Cher, Classics IV, Jamie Cullum, Bobby Darin, Doris Day, Blossom Dearie, Betty Everett met Jerry Butler, Percy Faith, Billy Fury, Isaac Hayes, The Honeycombs, k.d. lang, Brenda Lee, The Lennon Sisters, The Lettermen, Julie London, Trini Lopez, Lorna Luft, Katharine McPhee (in Smash), Chris Montez, Ronald Muldrow, Patti Page, Esther Phillips, Arthur Prysock, Cliff Richard, Naya Rivera met Heather Morris, Chris Colfer en Darren Criss (in Glee), Julie Rogers, Bobby Rydell, Dee Dee Sharp, Sonny Stitt met Bennie Green, The Supremes, The Swinging Blue Jeans, Cal Tjader, The Undisputed Truth, Bobby Vinton, Dionne Warwick, We Five, Tony Joe White en Nancy Wilson.

## Hitnoteringen
Alle noteringen zijn behaald door de versie van Amy Winehouse.

### Single Top 100
| Hitnotering week 1 t/m 2: 10-12-2011 t/m 17-12-2011 Hitnotering week 3 t/m 5: 31-12-2011 t/m 14-01-2012 | Hitnotering week 1 t/m 2: 10-12-2011 t/m 17-12-2011 Hitnotering week 3 t/m 5: 31-12-2011 t/m 14-01-2012 | Hitnotering week 1 t/m 2: 10-12-2011 t/m 17-12-2011 Hitnotering week 3 t/m 5: 31-12-2011 t/m 14-01-2012 | Hitnotering week 1 t/m 2: 10-12-2011 t/m 17-12-2011 Hitnotering week 3 t/m 5: 31-12-2011 t/m 14-01-2012 | Hitnotering week 1 t/m 2: 10-12-2011 t/m 17-12-2011 Hitnotering week 3 t/m 5: 31-12-2011 t/m 14-01-2012 | Hitnotering week 1 t/m 2: 10-12-2011 t/m 17-12-2011 Hitnotering week 3 t/m 5: 31-12-2011 t/m 14-01-2012 | Hitnotering week 1 t/m 2: 10-12-2011 t/m 17-12-2011 Hitnotering week 3 t/m 5: 31-12-2011 t/m 14-01-2012 | Hitnotering week 1 t/m 2: 10-12-2011 t/m 17-12-2011 Hitnotering week 3 t/m 5: 31-12-2011 t/m 14-01-2012 |
| Week | 1 | 2 | | 3 | 4 | 5 | |
| --- | --- | --- | --- | --- | --- | --- | --- |
| Positie                                                                                                 | 52 | 77 | uit | 87 | 71 | 100 | uit |

### NPO Radio 2 Top 2000
| Nummer met noteringen in de NPO Radio 2 Top 2000 | '12 | '13  | '14  | '15  | '16  |
| ------------------------------------------------ | --- | ---- | ---- | ---- | ---- |
| Our Day Will Come                                | 744 | 1328 | 1456 | 1595 | 1723 |

1. ↑  Een vetgedrukt getal geeft de hoogste notering aan.
2. ↑  2012 was het eerste jaar met een notering voor dit nummer.
3. ↑  Deze tabel is bijgewerkt tot en met de laatste editie (2024).